# Церква святого Димитрія Солунського (Феодосія)
Церква святого Димитрія Солунського (інша назва — святого Стефана) — пам'ятка архітектури XIV століття у Феодосії (комплекс Генуезької фортеці).

## Історія
Споруджена у XIV столітті грецькою громадою  на території міської цитаделі. Можливо, пізніше належала вірменам. Відреставрована у 1955–1956 роках.

## Опис

### Архітектура
Одноабсидна прямокутна у плані базиліка, перекрита коробовим склепінням на підпружних арках. Відрізняється суворою архітектурою, простотою форм і скромними розмірами (7х8 м). Зведена із бутового каменю, ззовні не тинькована. Вхід — із заходу. Портал входу профільовано тесаними камінням, над яким розташована стрільчата ніша. Двосхилий дах вкрито черепицею.
Біля храму знаходяться Вірменський фонтан 1491 року і скеля-пам'ятник відкритому в 1913–1915 роках лікарем К.Беліловським мінеральному джерелу «Кафа».

### Живопис
У інтер'єрі збереглися рештки фресок. У найкращому стані знаходяться розписи вівтарної абсиди:
- Христос на троні (фігура Христа, праворуч від якого стоїть Іван Хреститель, а ліворуч — Богородиця).
- Євхаристія (зліва — Христос з чашею і шість апостолів, праворуч — Христос з хлібом і шість учнів).
- Богородиця з дитям.

На західній стіні — фрагменти Страшного Суду. Сьогодні живопис практично втрачений. Частина фресок містить написи грецькою мовою, що дозволило інтерпретувати храм як грецький.